# 普雷波尔谢
普雷波尔谢（法語：Préporché，法語發音：[pʁepɔʁʃe]）是法国涅夫勒省的一个市镇，属于希农堡（城）区。

## 地理
普雷波尔谢（46°55'19"N, 3°51'5"E）面积29.89 平方千米，位于法国勃艮第-弗朗什-孔泰大區涅夫勒省，该省份为法国中部省份，北至约讷省，西北接卢瓦雷省，西接谢尔省，南至阿列省，东南接索恩-卢瓦尔省，东临科多尔省。
与普雷波尔谢接壤的市镇（或旧市镇、城区）包括：维拉普松、圣奥诺雷莱班、穆兰昂日尔贝、翁莱、旺德内斯。

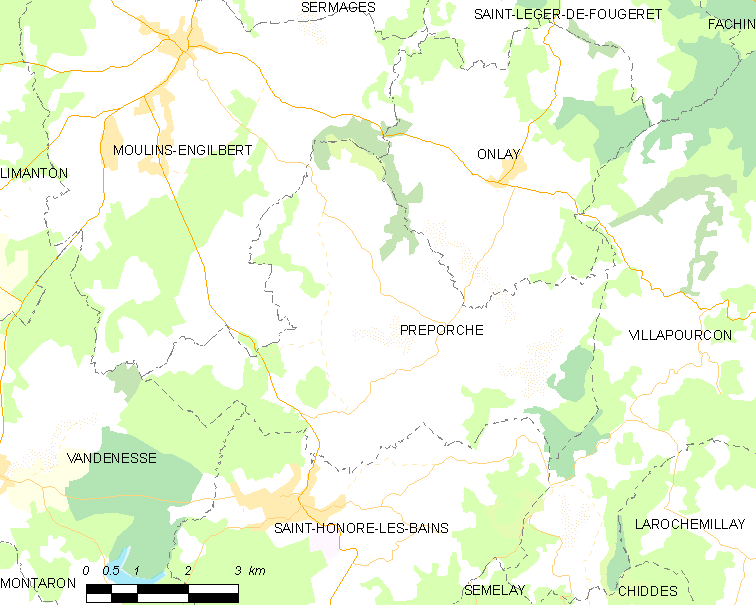
普雷波尔谢的OSM定位图

普雷波尔谢的时区为UTC+01:00、UTC+02:00（夏令时）。

## 行政
普雷波尔谢的邮政编码为58360，INSEE市镇编码为58219。

## 政治
普雷波尔谢所属的省级选区为吕济县。

## 人口

1962-2008年间普雷波尔谢人口变化图示

普雷波尔谢于2022年1月1日时的人口数量为209人。